# أنسام صوالحة
أنسام فراس دياب صوالحة (مواليد 1969)، بروفيسورة فلسطينية شغلت منصب عميد كل من كلية الصيدلة والتمريض في جامعة النجاح الوطنية، وهي أول امرأة فلسطينية يُدرج اسمها في قاعة المشاهير لنساء عالمات وهو مشروع تنفذه الخارجية الأمريكية. تم تكريمها لتمكنها من إنشاء مركز السموم والمعلومات الدوائية في جامعة النجاح عام 2006.

## النشأة والتعليم
ولدت في بلدة عصيرة الشمالية عام 1969 ودرست في مدارس البلدة، وهي متزوجة وأم لثلاثة أبناء، وقد حصلت على شهادة الصيدلة من جامعة تكساس في أوستن.
انضمت صوالحة إلى كادر جامعة النجاح الوطنية عام 1999 وتحديدا لكادر كلية الصيدلة، وقد قامت بالعديد من الإنجازات كان من أبرزها إنشاء مركز السموم والمعلومات الدوائية.